# Pityriasis lichenoides et varioliformis acuta
Die Pityriasis lichenoides et varioliformis acuta (griechisch pityron ‚Kleie‘, lateinisch variolae ‚Pocken‘, kurz: PLEVA, auch: Mucha-Habermann-Krankheit, Parapsoriasis guttata) ist eine seltene, nicht ansteckende Hautkrankheit, die zumeist im Kindes- und jungen Erwachsenenalter auftritt. Neben der klassischen akuten Verlaufsform zählen zum Krankheitsspektrum auch die febrile ulzeronekrotische Pityriasis lichenoides mit ebenfalls akutem Verlauf sowie die chronisch verlaufende Pityriasis lichenoides chronica (PLC).
Betroffene entwickeln vor allem an Rumpf, Armen und Gesäß einen zunächst juckenden Hautausschlag, der an Windpocken erinnert. Die ulzeronekrotische Variante der Erkrankung geht mit geschwürigen Hautdefekten und Fieber einher. Die chronische Pityriasis lichenoides verläuft meist ohne Juckreiz.
Anhand der typischen Krankheitszeichen kann die Diagnose in der Regel im Rahmen einer hautärztlichen Untersuchung gestellt werden. Unklare Fälle erfordern eventuell die Entnahme einer Gewebeprobe zur Untersuchung unter dem Mikroskop. Hier zeigt sich eine klassischerweise lymphozytäre Entzündung (Lymphozyten: eine Untergruppe der weißen Blutkörperchen) der Haut, wobei das Bild zwischen den verschiedenen Verlaufsformen variiert.
In der Behandlung der Pityriasis lichenoides haben sich, je nach Verlaufsform, Antibiotika, Corticosteroide und die Bestrahlung mit UV-Licht in einem Teil der Fälle als wirksam erwiesen. Häufig spricht die Erkrankung jedoch nicht auf Behandlungsversuche an, und langwierige Verläufe über mehrere Jahre sind möglich.

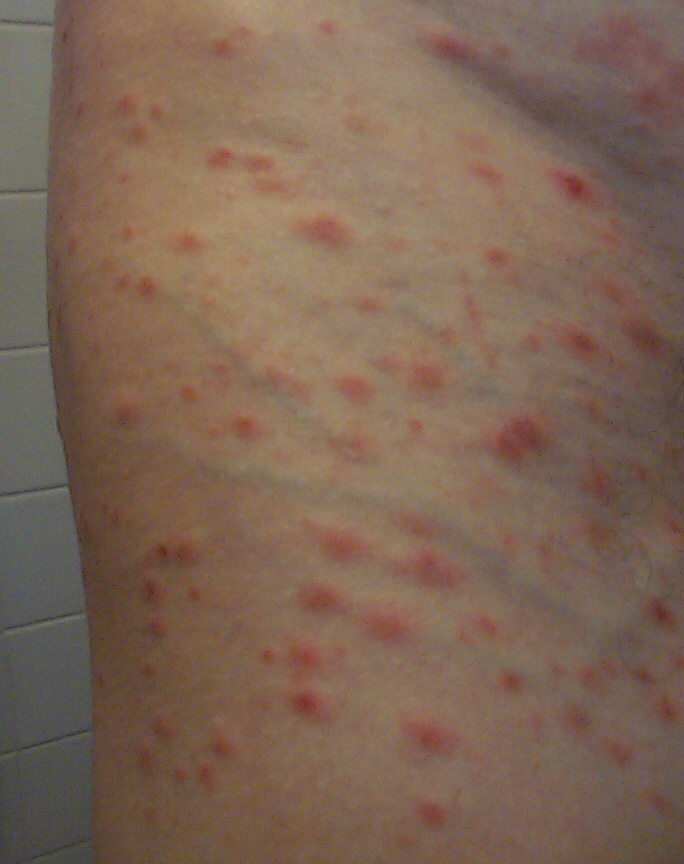

## Verbreitung
Die Pityriasis lichenoides tritt eher selten und vor allem bei Kindern zwischen dem 5. und 10. Lebensjahr, aber auch bis in das junge Erwachsenenalter von 20 bis 30 Jahren auf. Im Kindesalter sind Jungen häufiger betroffen als Mädchen, im Erwachsenenalter ist das Geschlechterverhältnis etwa gleich.

## Ursache
Die Ursache der Krankheit ist unbekannt. Vermutet wird eine Überempfindlichkeitsreaktion auf verschiedene Krankheitserreger wie Herpesviren, das Epstein-Barr-Virus, Toxoplasmen: und Mycobacterium tuberculosis Weiterhin kommen Medikamente und Impfstoffe als Auslöser in Frage. Umweltfaktoren wie starker Stress werden ebenfalls diskutiert. Es besteht eine Assoziation mit verschiedenen Autoimmunkrankheiten.
Da die Pityriasis lichenoides in einigen Fällen in ein Lymphom der Haut übergeht, wird sie auch als lymphoproliferative Erkrankung im Sinne einer T-Zell-Dyskrasie (Fehlzusammensetzung des Blutes mit erhöhtem Anteil an T-Lymphozyten) betrachtet.

## Krankheitsentstehung
Die Mechanismen der Krankheitsentstehung gelten als ungeklärt.

## Klinische Erscheinungen
Die Erkrankung beginnt mit einem makulösen Exanthem (kleinfleckigen Hautausschlag) an Extremitäten, Rumpf und Gesäß. Die Arme sind häufiger als die Beine und die Beugeseiten der Extremitäten häufiger als die Streckseiten betroffen.
Die Läsionen zeigen sich in der akuten Verlaufsform als gruppierte Papeln (flache Knötchen), aus denen sich Bläschen und im Falle der ulzeronekrotischen Variante geschwürige Hautdefekte entwickeln. Diese heilen anschließend narbig ab.
Während die Pityriasis lichenoides acuta mit Brennen und Juckreiz einhergeht, sind die Hautläsionen der Pityriasis lichenoides chronica zumeist symptomlos. Hier finden sich rötlich-braune, flache Papeln mit einer feinen, als kleieartig beschriebenen Schuppung, die ohne Narbenbildung, aber bisweilen mit einer entzündlich bedingten Minderpigmentierung der betroffenen Hautstellen abheilen. Überlappungen der verschiedenen Varianten innerhalb eines Patienten können vorkommen. Chronische Verläufe zeigen eine episodische Zu- und Abnahme der Beschwerden mit Besserung der Symptomatik im Sommer und Zunahme der Beschwerden im Winter.
Die ulzeronekrotische Form der Erkrankung geht mit Fieber und gelegentlich auch Lymphknotenschwellung einher und zeigt einen schweren Krankheitsverlauf.

## Untersuchungsmethoden
Anhand der klinischen Erscheinung ist die Diagnosestellung zumeist im Rahmen einer hautärztlichen Untersuchung möglich. In unklaren Fällen kann eine Biopsie (Gewebeprobe) der Hautläsionen entnommen und histologisch (unter dem Mikroskop) untersucht werden.

## Pathologie
In der histologischen Untersuchung zeigen akute Läsionen eine Entzündung mit Beteiligung der Grenzschicht zwischen Epidermis (Oberhaut) und Dermis (Lederhaut) im Sinne einer Interface-Dermatitis. Diese ist gekennzeichnet durch vakuolige Degeneration der Keratinozyten (hornbildende Zellen der Oberhaut) in der untersten Zellschicht der Epidermis und Einzelzellnekrosen der Keratinozyten. Weiterhin besteht eine teils vesikuläre (mit Ausbildung kleiner Bläschen einhergehende) Spongiose der Epidermis, gelegentlich sind außerdem kleine Ulzerationen (bis in die Dermis reichende epidermale Defekte) zu sehen.
Dermal besteht ein tiefreichendes und häufig als keilförmig beschriebenes Infiltrat aus Entzündungszellen mit stärkster Ausprägung im Umgebungsgewebe kleiner Blutgefäße. Dieses Infiltrat setzt sich überwiegend aus Lymphozyten und Histiozyten (Untergruppen der weißen Blutkörperchen) zusammen und greift auf die Epidermis über. Die kleinen Blutgefäße der oberen Dermis sind erweitert und blutgefüllt, und in ihrem direkten Umgebungsgewebe, aber auch in der Epidermis, sieht man kleinherdige Erythrozytenextravasate (aus den Blutgefäßen ausgetretene rote Blutkörperchen).
Chronische Läsionen zeigen ähnliche Veränderungen in minderstarker Ausprägung. Infolge des anfänglichen Juckreizes mit anschließendem Bekratzen bestehen hier zusätzlich Zeichen der mechanischen Irritation mit Akanthose (Verbreiterung) und Parakeratose der Epidermis. Im Stratum corneum (Hornschicht) finden sich gelegentlich Ansammlungen von Lymphozyten.
In der ulzeronekrotischen Variante der Pityriasis lichenoides finden sich die Merkmale der PLEVA mit stärkerer Ausprägung der Ulzerationen. Zusätzlich besteht häufig eine leukozytoklastische Vaskulitis mit fibrinoiden Gefäßwandnekrosen und Infiltration der Gefäßwände sowie der angrenzenden Dermis durch neutrophile Granulozyten (Untergruppe der weißen Blutkörperchen).

## Behandlung
Die Erkrankung spricht auf Behandlungsversuche häufig schlecht an. Sowohl die akute als auch die chronische Pityriasis lichenoides können eventuell mit therapeutischer UV-Bestrahlung (wegen des damit verbundenen Krebsrisikos nur bei Erwachsenen) behandelt werden, die akute Variante spricht außerdem auf Antibiotika an. In schweren Fällen der ulzernonekrotischen Variante können systemische (in Tablettenform oder als Injektion verabreichte) Corticosteroide erforderlich sein. Aufgrund der vermuteten infektassoziierten Krankheitsentstehung sollten eventuell vorhandene Infektherde beseitigt werden. Eine kurzfristige lokale Therapie mit Tacrolimus kann versucht werden. Unterstützend werden Juckreizstiller (z. B. Antihistaminika, in Tablettenform) und pflegende Cremes empfohlen.

## Heilungsaussicht
In vielen Fällen bildet sich der Ausschlag innerhalb eines halben Jahres zurück, aber auch chronische Verläufe über mehrere Jahre kommen vor.